# Joaquín Gallego
Joaquín Gallego (ur. 21 listopada 1996 w General Villegas) – argentyński siatkarz, reprezentant kraju, grający na pozycji środkowego. 
Waży 102 kg. Jego wyskok w ataku wynosi 343 cm a w bloku 323 cm.

## Sukcesy klubowe
Puchar ACLAV:
- 2014, 2017[5]

Liga argentyńska:
- 2015, 2016

Puchar Mistrza:
- 2015[6]

Liga portugalska:
- 2022
- 2023[7]

## Sukcesy reprezentacyjne
Mistrzostwa Ameryki Południowej Kadetów:
- 2012

Mistrzostwa Ameryki Południowej Juniorów:
- 2014

Mistrzostwa Świata Juniorów:
- 2015

Puchar Panamerykański:
- 2018[14]
- 2016, 2019

Igrzyska Panamerykańskie:
- 2019[15]

Mistrzostwa Ameryki Południowej:
- 2023[16]
- 2019, 2021

## Nagrody indywidualne
- 2014: Najlepszy środkowy Mistrzostw Ameryki Południowej Juniorów[17]